# Cmentarz wojenny nr 273 – Szczepanów
Cmentarz wojenny nr 273 – Szczepanów – cmentarz z I wojny światowej znajdujący się we wsi Szczepanów w województwie małopolskim, w powiecie brzeskim, w gminie Brzesko. Jest jednym z 400 zachodniogalicyjskich cmentarzy wojennych zbudowanych przez Oddział Grobów Wojennych C. i K. Komendantury Wojskowej w Krakowie. W VIII okręgu brzeskim cmentarzy tych jest 52.

## Historia
Pochowano tutaj żołnierzy armii austriackiej i rosyjskiej, którzy zginęli w walkach na okolicznych terenach w dniach 13 marca-6 maja 1915. Po zwycięstwie połączonych sił austriackich i niemieckich w bitwie pod Krakowem i bitwie pod Limanową wojska rosyjskie wycofały się na wschód, broniąc linii kolejowej Przemyśl – Bochnia. Na okolicznych polach znajdowały się okopy i transzeje. Ogółem na cmentarzu pochowano 122 żołnierzy, w tym:
- 87 żołnierzy armii austro-węgierskiej

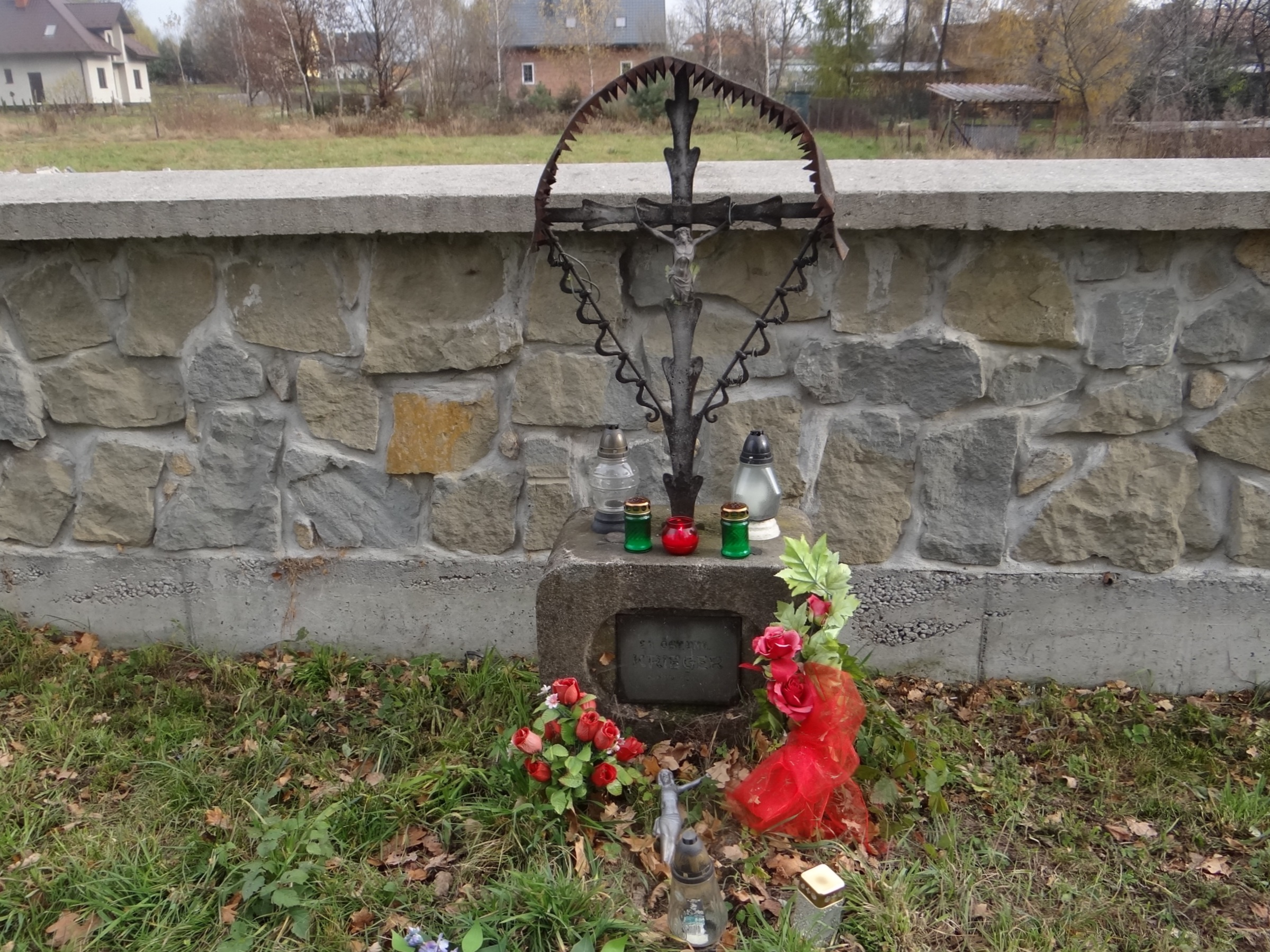
Jeden z nagrobków

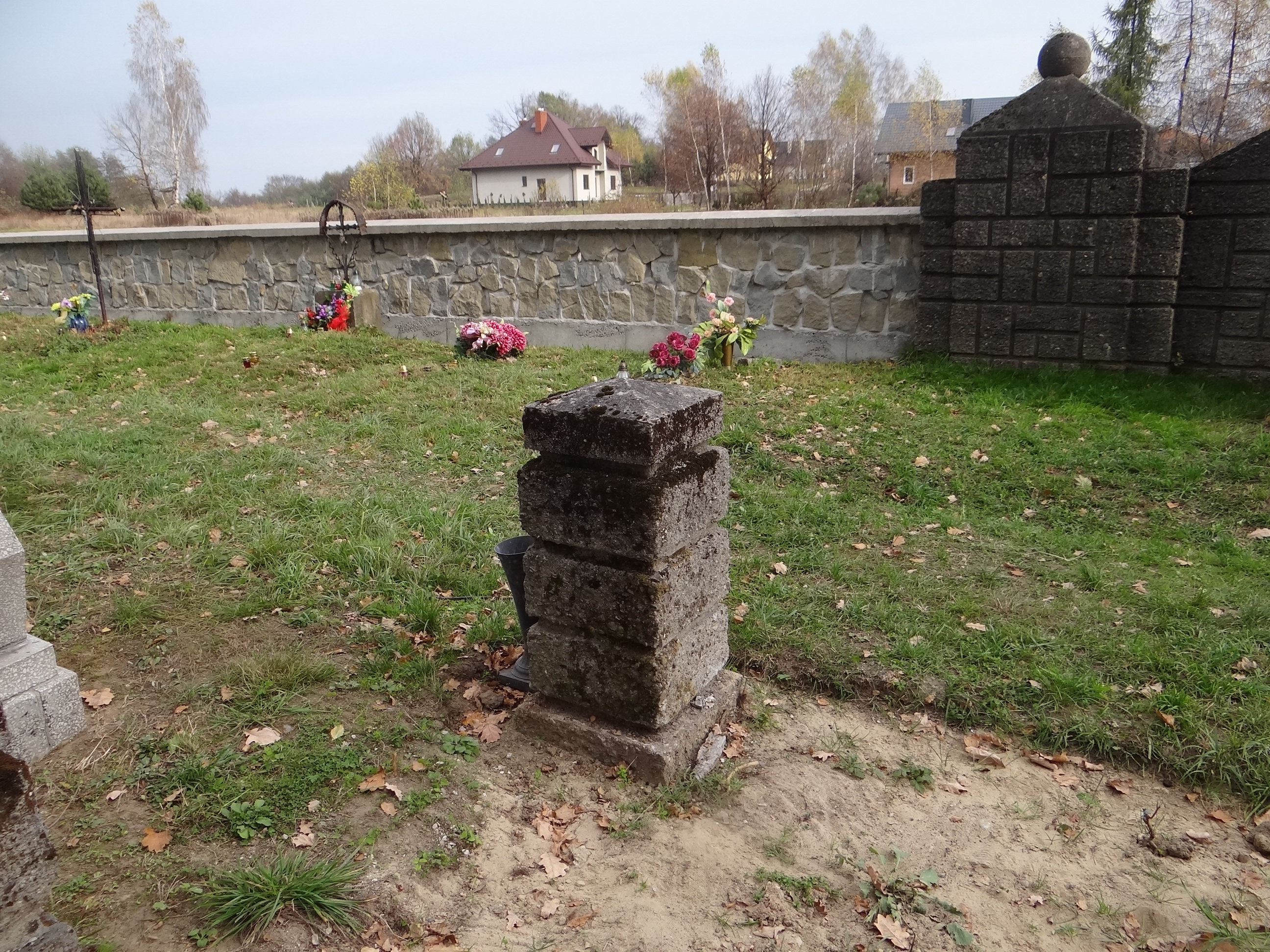
Fragment cmentarza

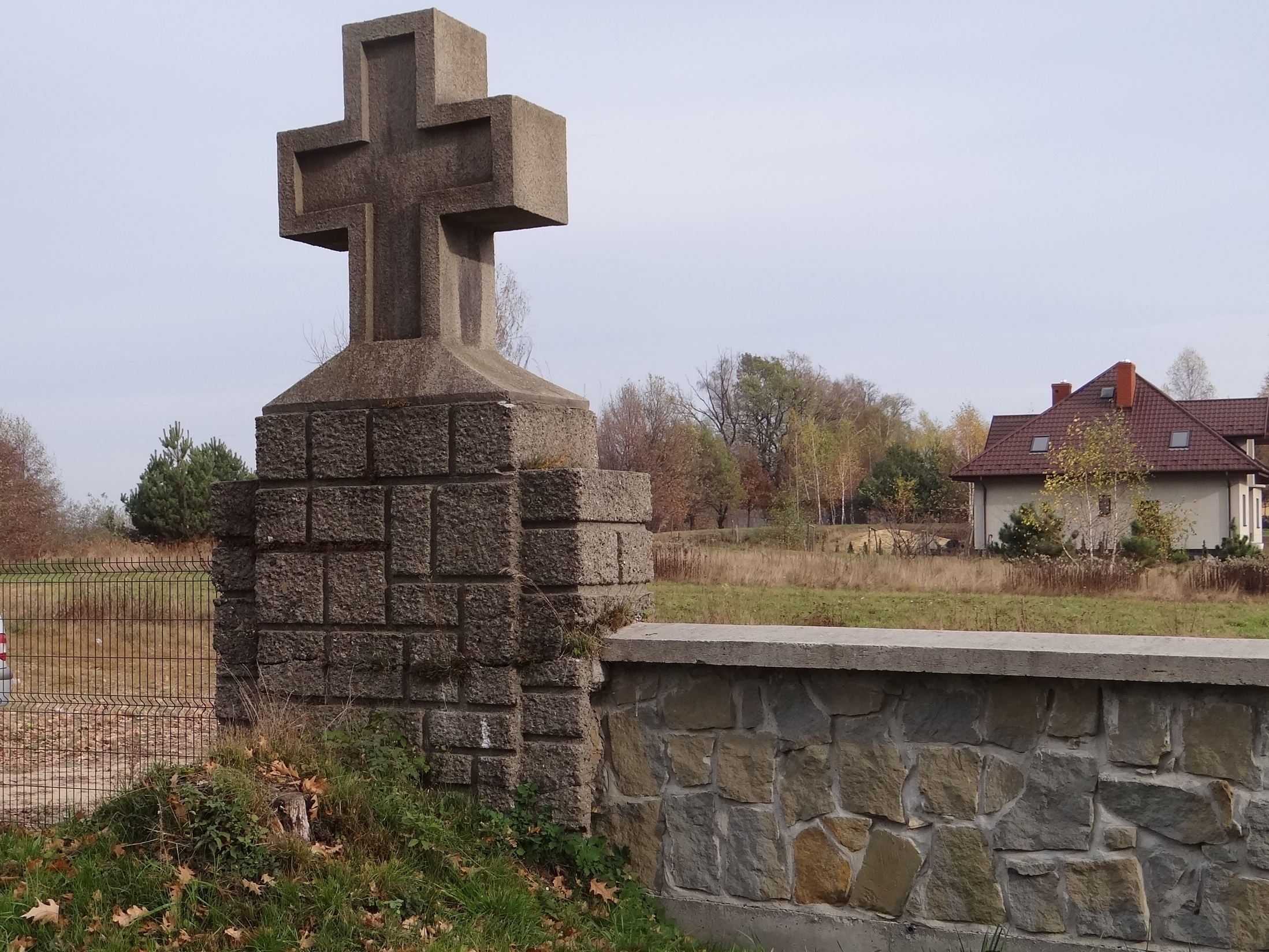
Oryginalny krzyż wkomponowany w nowy mur ogrodzeniowy

- 35 żołnierzy armii rosyjskiej

Zidentyfikowano 7 żołnierzy.

## Opis cmentarza
Znajduje się na cmentarzu parafialnym w Szczepanowie, przy drodze ze Szczepanowa do Mokrzysk. Stanowi na tym cmentarzu odrębną kwaterę zlokalizowaną po prawej stronie bramy wejściowej, tuż przy murze cmentarnym. Jest to dosyć duży powierzchniowo cmentarz na planie bardzo wydłużonego prostokąta przylegającego do muru cmentarza. Oryginalny mur nie zachował się jednak, obecnie jest to nowy mur wybudowany z kamienia łupanego. Głównym elementem dekoracyjnym jest wkomponowana w mur ściana pomnikowa zwieńczona dużym krzyżem betonowym i dwoma kulami. Po obydwu jej bokach znajdują się złączone z nią szerokie słupki ogrodzeniowe, również zwieńczone kulami. Bezpośrednio przed ścianą pomnikową znajduje się zwężający się ku górze pomnik, a po jego bokach nagrobki dwóch oficerów. Na środkowej części pomnika zamontowano tablicę z niemieckim napisem, który po przetłumaczeniu oznacza: Przemijające jest to, co czyni nas wielkimi. Lecz Wy pozostaniecie niezapomniani. Zwycięzca w życiu, wciąż  pozostaje wierny wam w śmierci. Ponadto wzdłuż muru ogrodzeniowego znajduje się 11 mogił z niewielkimi betonowymi krzyżami lub listwowymi żelaznymi krzyżami osadzonymi na betonowych cokolikach.

## Losy cmentarza
Austriacy budowali cmentarze wojenne planując, że będą one stanowiły miejsce spotkań patriotycznych. W okresie Polski międzywojennej cmentarz jako nowy był jeszcze w dobrym stanie. Po II wojnie ranga cmentarza w świadomości społeczeństwa i ówczesnych władz zmalała, przybyły bowiem nowe, świeższe cmentarze i dramatyczne historie nowej wojny. Dla komunistycznych władz niewygodne też było pielęgnowanie historii wojny, która przyniosła Polsce niepodległość od zaborców (w tym rosyjskich). Dopiero od lat 80. zaczęto bardziej dbać o cmentarze z I wojny światowej.
Cmentarz w Szczepanowie w dużym stopniu uległ zniszczeniu, m.in. przez rozrastające się drzewa. Jeszcze do 2000 r. był zachwaszczony i zaniedbany. Napisy na tabliczkach wypłowiały, niektóre stały się nieczytelne, niektóre krzyże na nagrobkach uległy pogięciu. Zachowało się tylko siedem betonowych nagrobków. wyjątkowo dobrze przetrwał nagrobek porucznika Leopolda Mondla. Na terenie kwatery wojennej dokonano też kilku pochówków osób cywilnych i wybudowano grobowce, a jeden z nich ma wysokość ok. 3 m. Z oryginalnego ogrodzenia niegdyś składającego się z grubych żelaznych rur pomiędzy betonowymi słupkami, przetrwało tylko kilka słupków i żelazna bramka. Najlepiej zachował się główny pomnik cmentarza i dwa nagrobki oficerów. Cmentarz odnowiono, drzewa wycięto, jednak nie odzyskał on już pierwotnego wyglądu.